# Consol Prados i Martínez
Consol Prados i Martínez (Mataró, Maresme, 21 d'abril de 1967) és una sociòloga i política catalana, diputada al Parlament de Catalunya en la VII, VIII i IX Legislatures.
Llicenciada en sociologia i diplomada en magisteri, ha treballat en l'educació i la formació del lleure. És membre de l'Associació de Veïns de Cerdanyola i de la Federació d'Associacions de Veïns de Mataró i ha col·laborat a les revistes La Veu dels Veïns i Crònica de Mataró.
Ha militat en la Joventut Obrera Cristiana i ha estat vocal del Consell de Joventut de Mataró. Ha estat regidora de Joventut, Agermanaments i Solidaritat (1995-1999) i d'Igualtat i Solidaritat (del 1999-2003) de l'Ajuntament de Mataró pel PSC, del qual fou cinquena tinent d'alcalde (des del 1999) i regidora de Serveis Centrals (2003). El 2011 tornà a l'Ajuntament de Mataró com a regidora del Grup Socialista, fins a 2015.
També ha estat vicepresidenta del Patronat Municipal de Cultura, membre de l'Executiva del Partit dels Socialistes de Catalunya al Maresme, delegada nacional de cooperació del PSC i Secretària d'Inmmigració de la Comissió Executiva del PSC. Va ser candidata pel PSC a les eleccions al Parlament Europeu del 1999 i diputada per la província de Barcelona a les eleccions al Parlament de Catalunya de 2003, 2006 i 2010. Durant uns mesos de 2006 fou Secretària d'Immigració del Govern de la Generalitat.